# Cerkiew Świętych Piotra i Pawła w Sibeniku
Cerkiew Świętych Apostołów Piotra i Pawła – prawosławna cerkiew w Sibeniku, w metropolii zagrzebsko-lublańskiej Serbskiego Kościoła Prawosławnego.
Cerkiew została wzniesiona w 1934. W czasie wojny w Chorwacji w latach 1991–1995 została zdewastowana przez chorwackich ekstremistów. Serbska ludność miejscowości opuściła wówczas Sibenik, tylko niewielu dawnych parafian cerkwi wróciło do wcześniejszego miejsca zamieszkania.